# Синьоголовий папуга
Синьоголовий папуга (Psittinus) — рід папугоподібних птахів родини Psittaculidae. Представники цього роду мешкають в Південно-Східній Азії.

## Види
Виділяють два види:
- Папуга синьоголовий (Psittinus cyanurus)
- Psittinus abbotti[4]